# Beautiful Mistakes
Beautiful Mistakes is een nummer van de Amerikaanse band Maroon 5 uit 2021, in samenwerking met de Amerikaanse rapper Megan Thee Stallion. Het is de derde single van Jordi, het zevende studioalbum van Maroon 5.
In de tekst van het nummer kijkt zanger Adam Levine terug op de domme fouten die hij gemaakt heeft in voorbije relaties. Megan Tree Stallion praat in haar rap tegen haar vriend, wiens kansen opraken omdat hij vergelijkbare fouten begaat. Levine en Stallion namen hun gedeeltes gescheiden van elkaar op vanwege de coronapandemie. "Beautiful Mistakes" werd in veel landen een hit. Zo bereikte het de 13e positie in de Amerikaanse Billboard Hot 100. In Nederland had het nummer minder succes; daar bleef het op een eerste positie in de Tipparade hangen. Succesvoller was het in de Vlaamse Ultratop 50 met een bescheiden 30e positie.